# Herschi
Herschi (waarvan de naam een samenstelling is van de naam van de oprichter Herman Schiffers) is een Nederlandse frisdrankfabriek die van 1999 tot 2008 eigendom was van Bavaria. Met de aankoop van de Hoensbroekse Herschifabriek verdubbelde Bavaria zijn frisdrankenafdeling; eerder produceerde de in Lieshout gevestigde drankproducent al enkele huismerken en het goedkope merk 3ES.
Het merk Herschi is alleen verkrijgbaar in enkele supermarktketens; de verkoop ervan is dan ook niet bijzonder groot. Het is destijds door Hero in de markt gezet als een voordelig alternatief voor de grotere merken. In de jaren negentig adverteerde het merk met de slogan "Herschi fris, hoe groot je dorst ook is". In 1999 werd de fabriek verkocht aan Bavaria omdat Hero zijn aandacht vooral wilde richten op de verkoop van producten onder Hero-vlag. De merknaam Herschi bleef echter wel eigendom van Hero.
Op 18 september 2008 maakte Bavaria bekend zijn frisdrankdivisie te verkopen aan collega-producent Refresco.
3ES Cola · Afri-Cola · Alter Cola · Amrat Cola · Apotekarnes Cola · Arab Cola · Barr Cola · Beuk Cola · Big Cola · Boylan Cane Cola · Breizh Cola · Bubba Cola · C&C Cola · Campa Cola · Cat Cola · Chat Cola · Chek Cola · Chero-Cola · China Cola · Chtilà Cola · Classic Cola · Club Cola · Coca-Cola · Cola Turka · Cole Cold · Corsica Cola · Count Cola · Cricket Cola · Cuba Cola · Diet Rite Cola · Dixi Cola · Double Cola · El Ché Cola · Elsass Cola · Evoca Cola · Fada Cola · Faygo Cola · Feichang Cola · First Choice Cola · Freeway Cola · Frescolita · fritz-kola · Fruti Kola · Fukola Cola · Future Cola · Fuji-Cola · Herschi Cola · Highway Cola · Icy-Cola · Imazighen Cola · Inca Kola · Isaac Kola · Jolly Cola · Jolt Cola · Just Cola · KasKol · Kiri · Kitty Kola · Kofola · Kola Real · Kola Román · Kola Shaler · Kristal Kola · LA Ice Cola · Libella · Like Cola · Master Choice · Moxie · Mecca-Cola · Muslim Up · Odina · OK Cola · OpenCola · Parsi Cola · Pepsi Cola · Perú Cola · Polo-Cockta · Pop Cola · Pran Cola · Premium-Cola · President's Choice Cola · Qibla Cola · R.C. Cola · Raak Cola · Raak Kindercola · Red Kola · Reyna Kola · Ritchie Cola · River Cola · Rola Cola · Royal Crown Cola · Sam's Choice Cola · Salva Cola · Honey Saps Cola · Schweppes Cola · Shasta Cola · Sinalco Cola · Sugar Cane Cola · TaB Cola · Thums Up · Tropicola · tuKola · Ubuntu Cola · Ugarit Cola · Uludağ Cola · Virgin Cola · Vita Cola · Viva Cola · XL Cola · Zam Zam Cola · Zelal Cola · ZOOB Cola